# Moisenay
Moisenay település Franciaországban, Seine-et-Marne megyében. Lakosainak száma 1363 fő (2022. január 1.). Moisenay Saint-Germain-Laxis, Sivry-Courtry, Blandy, Crisenoy, Fouju és Maincy községekkel határos.

## Népesség
A település népességének változása:
| Lakosok száma | 1314 | 1352 | 1385 | 1380 | 1383 | 1387 | 1379 | 1371 | 1363 |
|               | 2013 | 2015 | 2016 | 2017 | 2018 | 2019 | 2020 | 2021 | 2022 |